# Ilex cornuta
Ilex cornuta är en järneksväxtart som beskrevs av John Lindley och Joseph Paxton.
Ilex cornuta ingår i släktet järnekar, och familjen järneksväxter. Inga underarter finns listade i Catalogue of Life.

## Bildgalleri

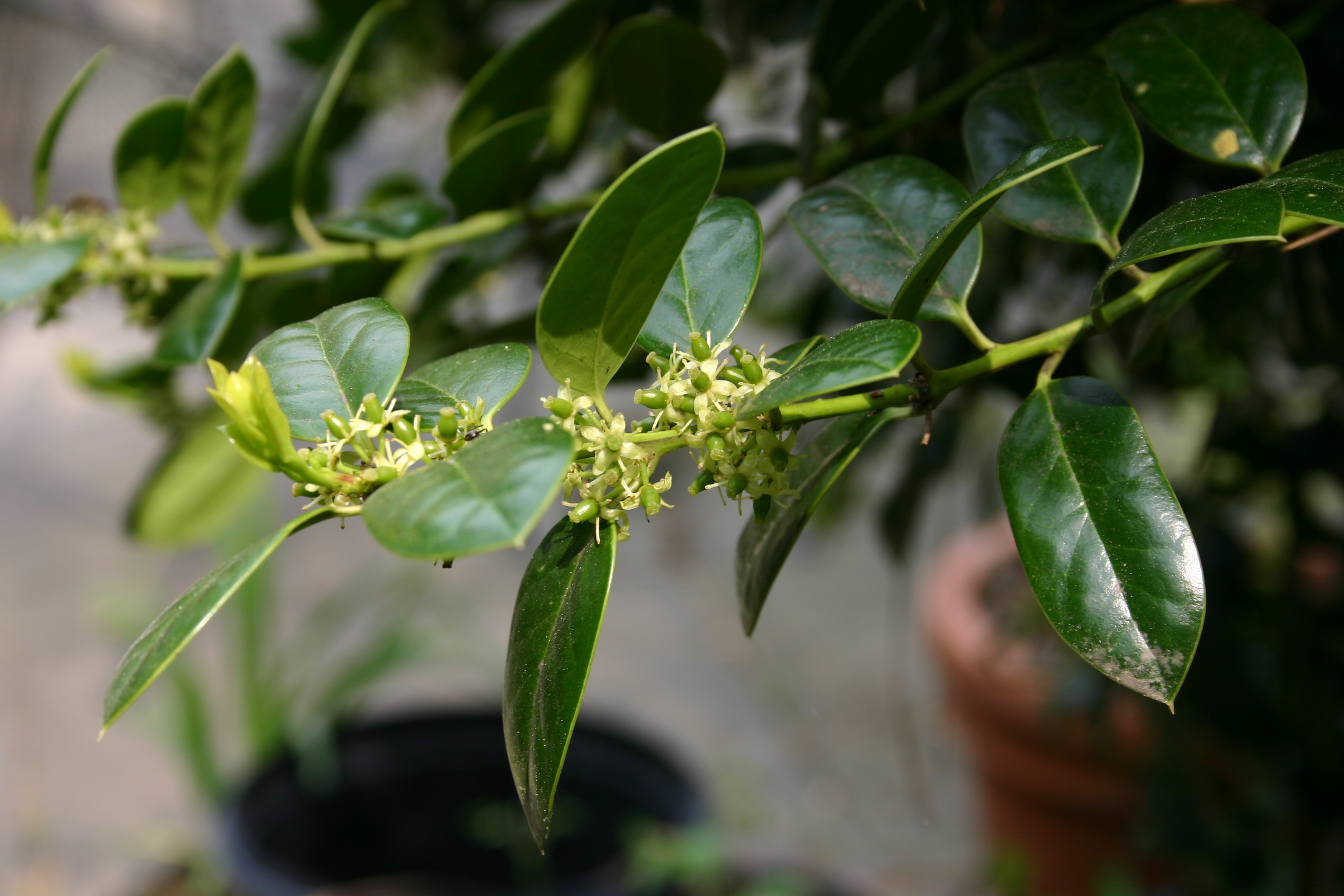
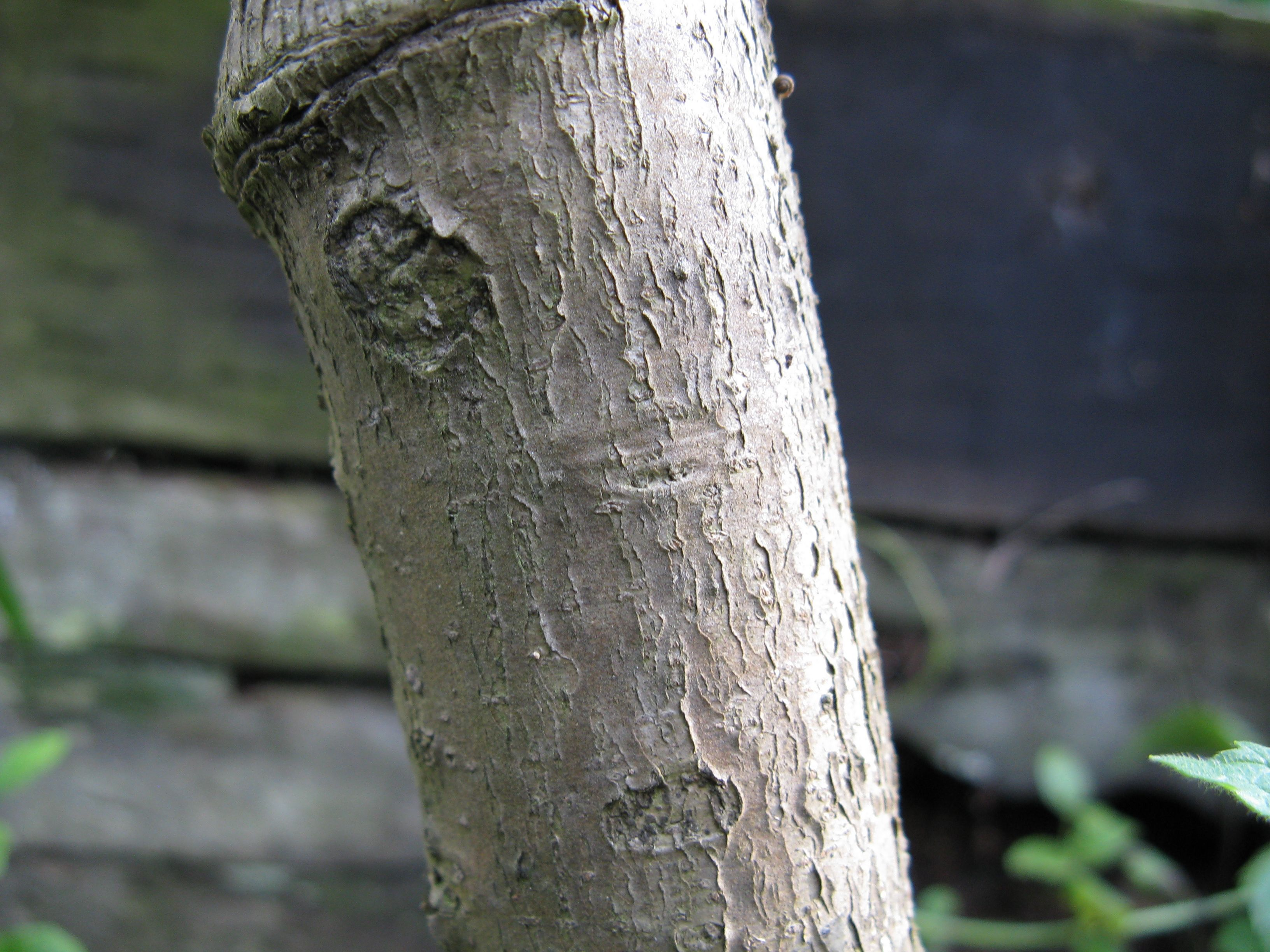
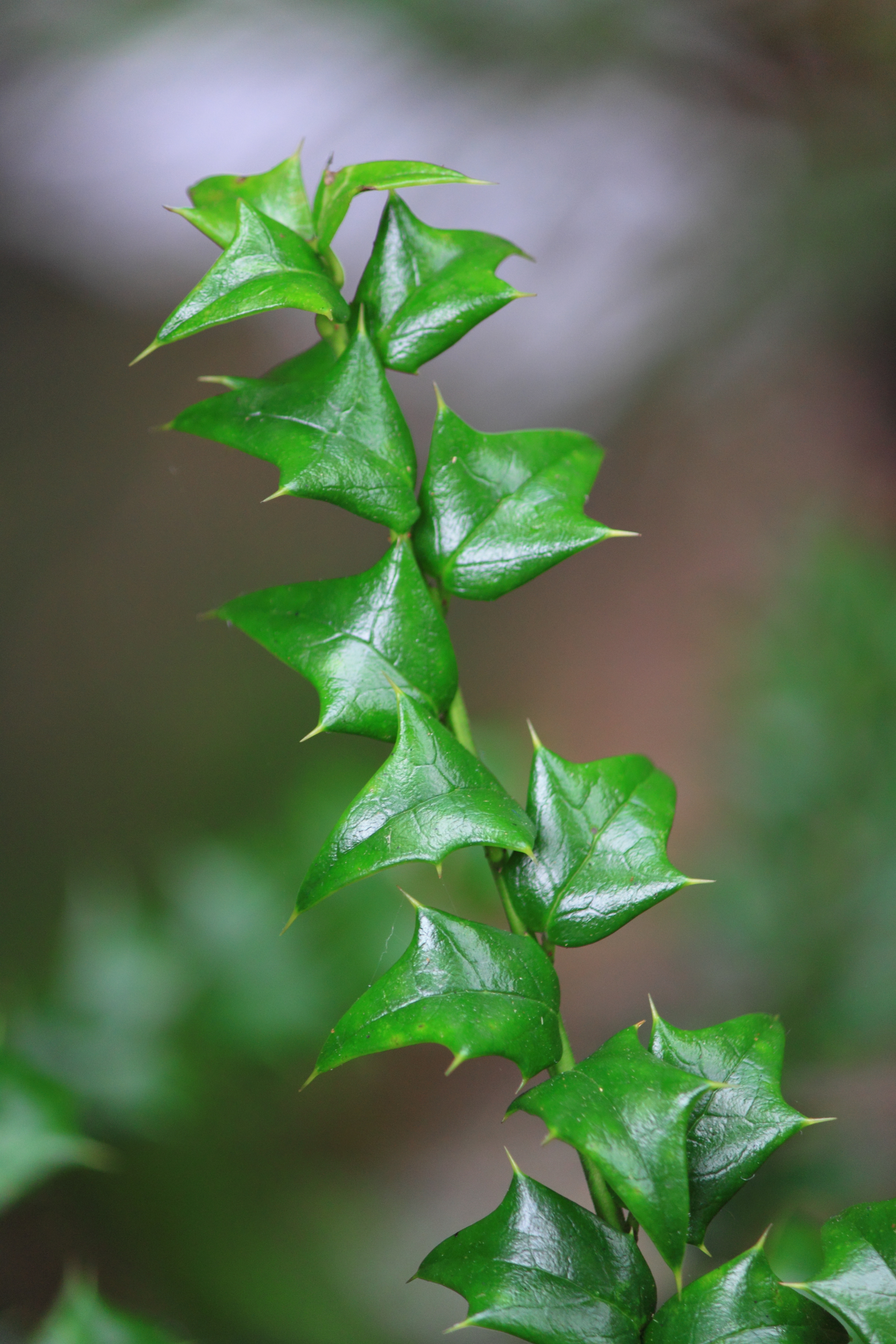
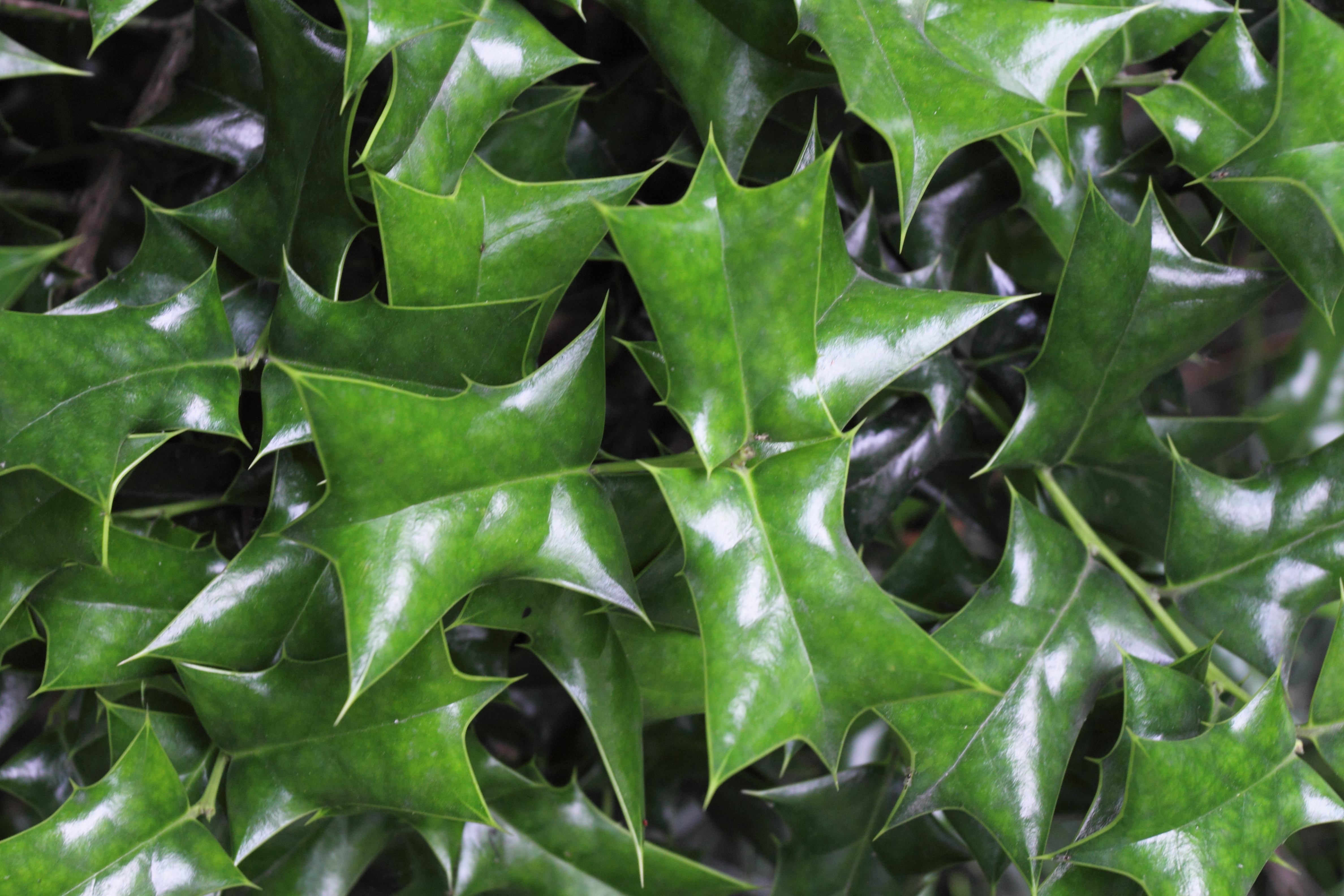
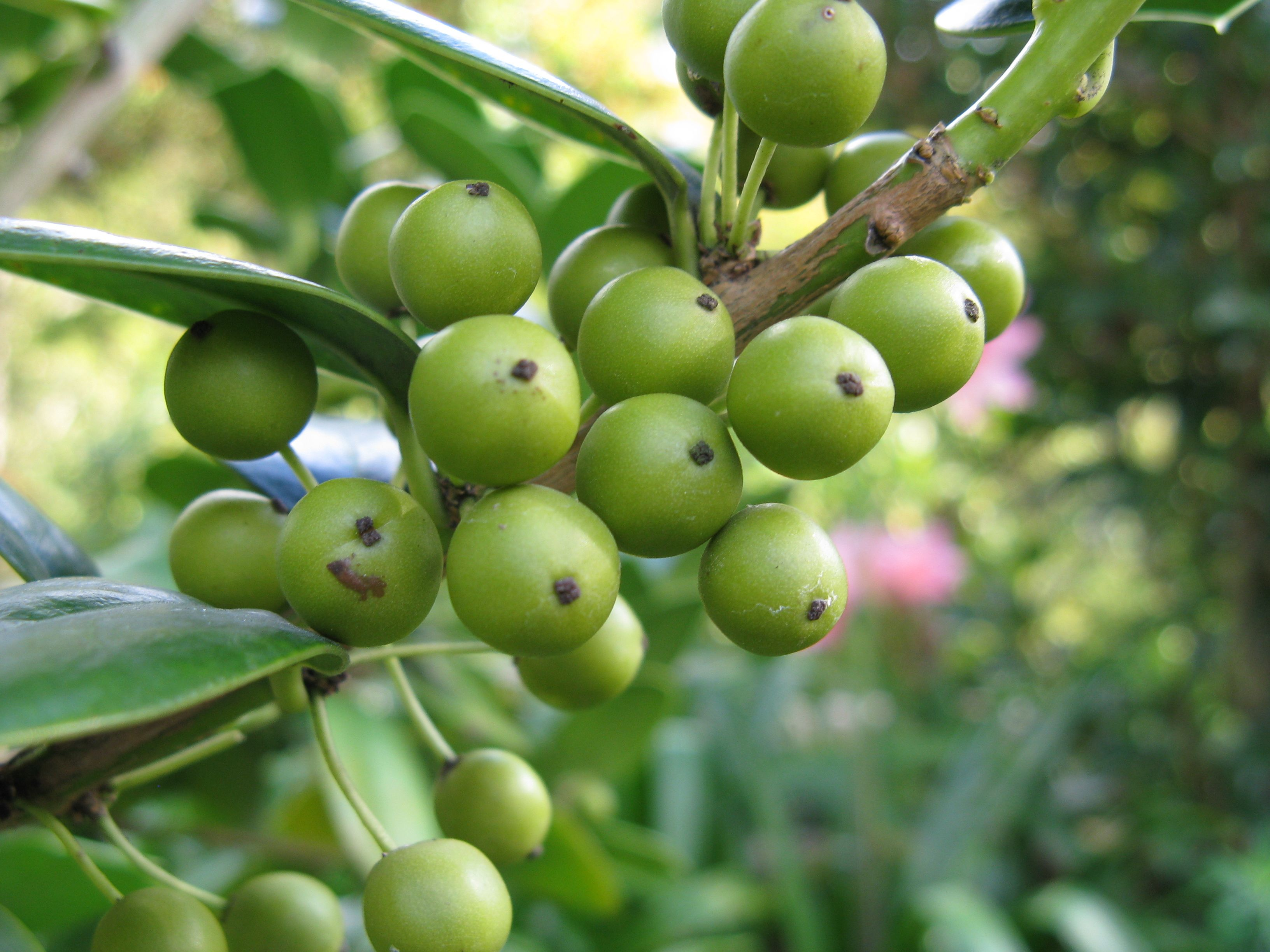
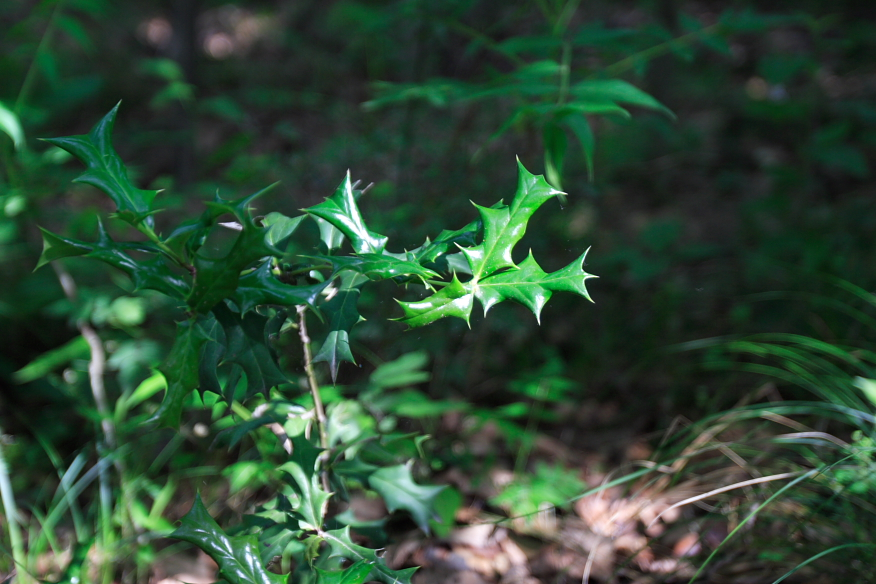